# 提頓縣 (愛達荷州)
提頓縣（英語：Teton County）是美國愛達荷州中西部的一個縣。面積1,167平方公里。根據美國2000年人口普查，共有人口5,999（2005年估計為7,467）。縣治德里格士。
成立於1915年1月26日。